# Djurrättsaktivism
Djurrättsaktivism eller djuraktivism är en typ av politisk aktivism för djurs rättigheter.

## Verksamheter
Djurrättsaktivism kan innebära flygbladsutdelning, fredliga demonstrationer, lobbyism och andra lagliga åsiktsyttringar, men kan även innebära och olagliga manifestationer och aktioner, med attentat mot pälsfarmer, mejerier, laboratorier med djurförsök med mera. Djurrättsaktivismen är till stora delar en utomparlamentarisk rörelse. Organisationer som Förbundet Djurens Rätt arbetar med till exempel flygblad och opinionsbildning, samt påverkan av politiker.
Vissa grupper har tillämpat olika former av sabotage, ofta i syfte att åsamka ekonomisk skada. Dessa sabotage har oftast riktat sig mot slakt och charkindustrin, pälsbutiker och pälsdjursuppfödare. Så kallade fritagningar, där man olovligen tar eller släpper ut djur från farmer eller uppfödare, förekommer även ibland. 
Tidigare användes i medierna uttrycket "militant vegan" om djurrättsaktivister men detta har numera i stort sett upphört.

## Svenska grupper
I Sverige finns olika grupper som arbetar med djurrättsaktivism, några av dessa är:
- Förbundet Djurens Rätt, arbetar med lagliga metoder och tar avstånd från olagliga aktioner.
- Djurens befrielsefront, deras arbete utgörs av direkt olagliga aktioner som sabotage (skadegörelse) och fritagningar (stöld/olaga intrång/egenmäktigt förfarande etc). Djurens befrielsefront är ingen organisation i traditionell mening, utan snarare ett namn som enskilda eller grupper av aktivister kan använda sig av om de agerar i enlighet med den officiella plattformen.
- Djurrättsmilisen, autonomt militant nätverk som utför betydligt grövre brott "för djuren".
- Djurrättsalliansen använder sig av lagliga metoder, men stödjer även de som använder sig av olagliga metoder.
- Djurfront fokuserar på radikala aktioner och demonstrationer.[2]
- Djurens revolt, Västmanland-baserad grupp [källa behövs]

## Utländska grupper
- Animal Liberation Front
- Anonymous for the Voiceless
- Compassion Over Killing
- Direct Action Everywhere
- Mercy For Animals
- People for the Ethical Treatment of Animals
- Sea Shepherd
- Stop Huntingdon Animal Cruelty
- The Save Movement

## Kända djurrättsaktivister
- Brigitte Bardot
- Barry Horne
- Ingrid Newkirk
- Dr Jane Goodall
- Jill Phipps
- Rod Coronado
- Ronnie Lee
- Savitri Devi
- Pamela Anderson